# Lamalou
Pour l’article homonyme, voir Lamalou-les-Bains.
Le Lamalou est une rivière française du département de l'Hérault, dans la région Occitanie et un affluent gauche de l'Hérault.

## Géographie

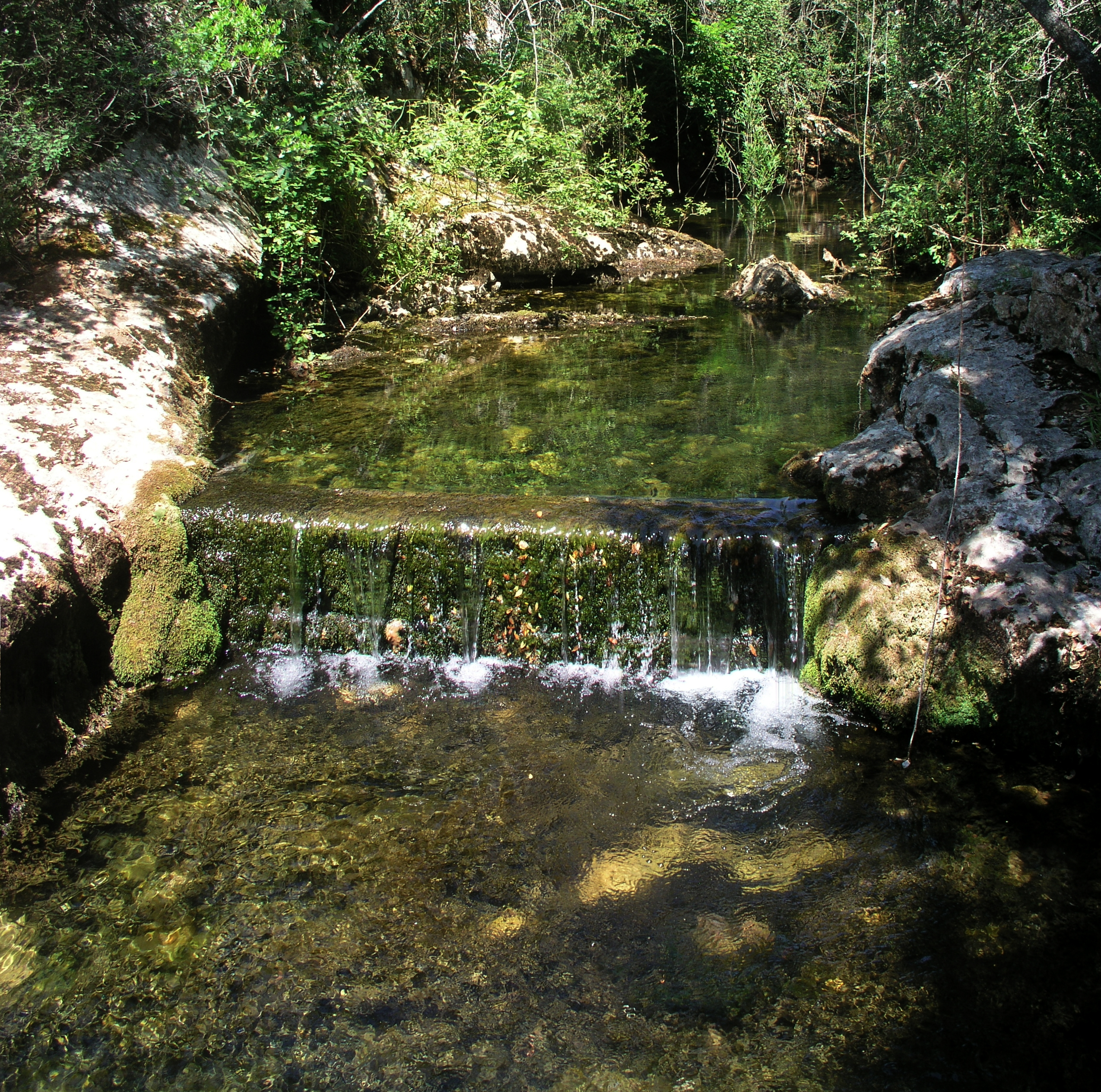
Source du Lamalou (Rouet).

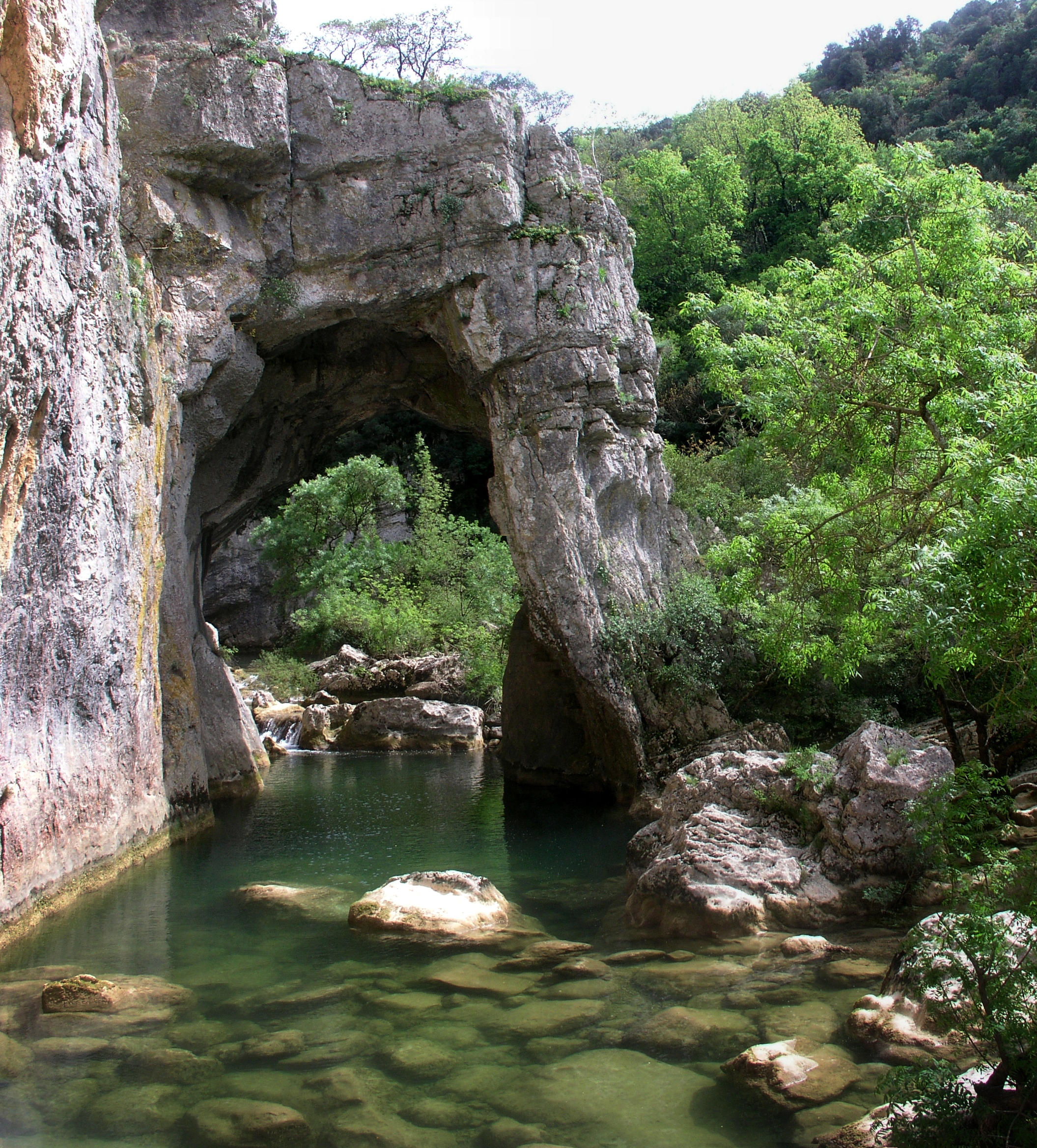
Le ravin des Arcs.

De 15,9 km de longueur, le Lamalou prend sa source au nord Valflaunès, sur la commune de Rouet, à 226 m d'altitude. 
Le Lamalou passe juste au nord de l'aérodrome de Saint-Martin-de-Londres, centre régional de Vol-à-Voile du Pic-Saint-Loup,.
Il s'enfonce ensuite dans le canyon du ravin des Arcs et rejoint les gorges de l'Hérault. Il conflue en rive gauche de l'Hérault, à 102 m d'altitude entre les communes de Brissac et Saint-Martin-de-Londres, et en face de la commune de Causse-de-la-Selle.

### Communes et cantons traversés
Dans le seul département de l'Hérault, le Lamalou traverse les six communes suivantes, de l'amont vers l'aval, de Rouet (source), Notre-Dame-de-Londres, Mas-de-Londres, Saint-Martin-de-Londres, Brissac, Causse-de-la-Selle (confluence).

### Bassin versant
Le Lamalou traverse une seule zone hydrographique Le Lamalou (Y212) de 120 km2 de superficie. Ce bassin versant est constitué à 81,11 % de « forêts et milieux semi-naturels », à 18,05 % de « territoires agricoles », à 0,81 % de « territoires artificialisés ».

### Organisme gestionnaire
L'Organisme gestionnaire est l'EPTB SMBFH ou Syndicat mixte du bassin du fleuve Hérault, créé en 2009 et sis à Clermont-l'Hérault.

## Affluents
Le Lamalou a six affluents référencés :
- le ruisseau de la Liguière, avec un affluent :
  - le ravin de Puits Bâti,
- le ruisseau de Bertau,
- le ruisseau de Gouglaud,
- le ruisseau de la Fontaine d'Azémar, avec un affluent :
  - le ruisseau du Patus,
- le ruisseau de Rieutort
- la Tourguille (rd[note 1]), 12,6 km sur les deux communes de Ferrières-les-Verreries (source), Notre-Dame-de-Londres (confluence), avec trois affluents :
  - le ruisseau des Canaus,
  - le ravin de Valadasse,
  - le ruisseau de la Plage,

### Rang de Strahler
Donc son rang de Strahler est de trois.

## Hydrologie
Le Lamalou est une rivière intermittente.

## Tourisme

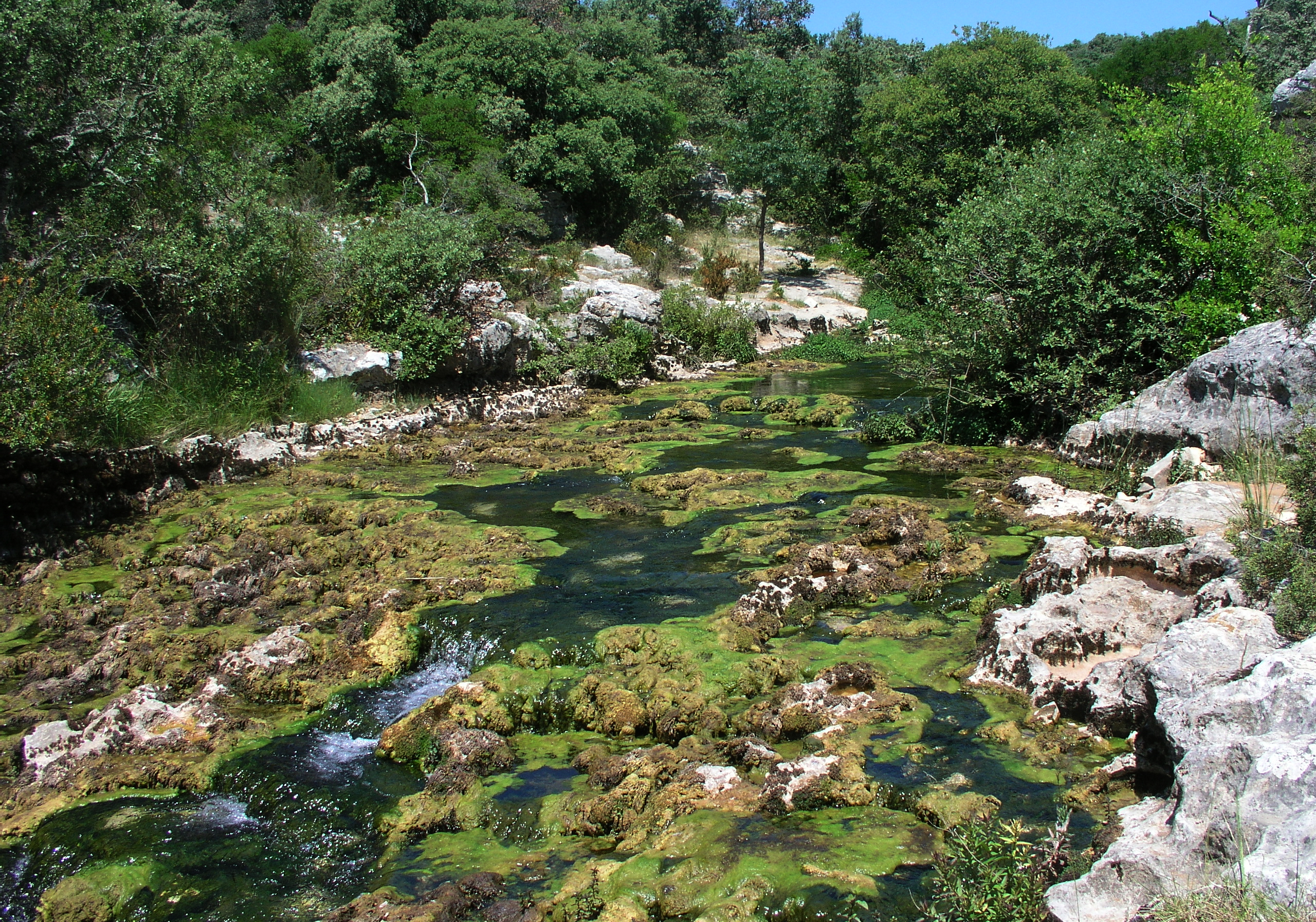
Le Lamalou près de sa source (Rouet).

Un dolmen est situé près de sa source. Le site le plus pittoresque de cette rivière est le ravin des Arcs, des gorges auxquelles on peut accéder à pied à partir du pont de Mascla (compter 1 à 2 heures de marche), situé à 2 km au nord de Saint-Martin-de-Londres sur la D 986.